# Daniel Mendoza
Daniel Mendoza (5. července 1764 Londýn – 3. září 1836 Londýn) byl anglický profesionální boxer, známý jako Hvězda Izraele.
Narodil se v rodině sefardských přistěhovalců z Pyrenejského poloostrova na chudinském londýnském předměstí Aldgate. Pracoval v obchodě s čajem, kde byl občas nucen řešit spory s dodavateli pěstním soubojem. Úspěchy v tomto počínání ho přivedly k tomu, že od šestnácti let začal boxovat profesionálně. Tehdy se zápasilo bez rukavic a neexistovaly váhové kategorie. Jeho výška podle dobových záznamů byla pouze 170 cm a vážil 73 kg, což by odpovídalo střední váze v současném boxu, porážel však fyzicky silnější soupeře díky své hbitosti a propracované obraně. Byl průkopníkem moderního pojetí boxerské taktiky, díky němu se tento sport změnil ze snahy zasadit co největší ránu v „šerm pěstí“. V roce 1792 porazil Billa Warra a stal se boxerským mistrem Anglie, titul držel do roku 1795, kdy podlehl Johnu Jacksonovi. Celkově ve své kariéře svedl 36 zápasů a 34 z nich vyhrál. Vydal knihu The Art of Boxing a vedl vlastní zápasnickou školu. Byl celebritou své doby, měl přístup i ke královskému dvoru, což bylo tehdy pro Židy zcela neobvyklé. Vydělával rekordní částky, ale nákladný společenský život, který vedl, stejně jako neúspěšný pokus o podnikání v roli hostinského, ho přivedly do dluhů; aby se uživil, musel zápasit do svých padesáti šesti let. Zemřel v chudobě a zapomnění, není známo ani místo, kde byl pohřben.
V roce 1981 byl uveden do Mezinárodní židovské sportovní síně slávy a v roce 1990 do Mezinárodní boxerské síně slávy. Jeho vzdáleným potomkem a obdivovatelem byl herec Peter Sellers.